# Campagne (Hérault)
Campagne település Franciaországban, Hérault megyében. Lakosainak száma 311 fő (2022. január 1.). Campagne Aspères, Sommières, Galargues és Garrigues községekkel határos.

## Népesség
A település népességének változása:
| Lakosok száma | 159  | 122  | 182  | 260  | 301  | 316  | 316  | 310  | 303  | 311  |
|               | 1968 | 1982 | 1990 | 2006 | 2013 | 2015 | 2017 | 2019 | 2020 | 2022 |